# Seznam brazilskih igralcev
Seznam brazilskih igralcev.

## A
- Luciene Adami (1964-)
- Taís Araújo (1978-)
- Ana Paula Arósio (1975-)
- Joaquim Assis (1934-)
- Samuel de Assis (1983-)
- Fábio Assunção (1971-)
- Paulo Autran (1922-2007)

## B
- Victor Lima Barreto (1906-1982)
- Othon Bastos (1933-)
- Flávio Bauraqui (1966-)
- Daniel Benzali (1950-)
- Cacilda Becker (1921-1969)
- Sônia Braga (1950-)
- Zózimo Bulbul (1937-2013)

## C
- Hebe Camargo (1929-2012)
- Jaime Camil (1973-)
- Hugo Carvana (1937-2014)
- Bárbara Colen (1986-)

## D
- Maria Della Costa (1926-2015)
- Lima Duarte (1930-) (Ariclenes Venâncio Martins)
- Regina Duarte (1947-)
- Gregório Duvivier (1986-)

## F
- Antônio Fagundes (1949-)
- Miguel Falabela (1957-)
- Clarice Falcão (1989-)
- Júlia Feldens (1978-)
- Christine Fernandes (1968-)
- Bibi (Abigail Izquierdo) Ferreira (1922-2019)
- Procópio Ferreira (1898-1979)
- Vera Fischer (1951-)
- Denise Fraga (1965-)
- Édson França (1930-2003)
- Miriam Freeland (1978-)

## G
- Marilia Gabriela (1948-)
- Adriana Garambone (1970-)
- Reynaldo Gianecchini (1972-)
- Petrônio Gontijo (1968-)

## J
- Seu Jorge (1970-)

## L
- Paula Lavigne (1969-)
- José Lewgoy (1920-2003)
- Adriana Lima (1981-)

## M
- Malu Mader (1966-)
- Tarcisio Meira (1935-)
- Selton Melo (1972-)
- Carmen Miranda (1909-1955)
- Fernanda Montenegro (1929-)
- Luiz Carlos de Moraes (1947-)
- Paulo Morelli (1966-)
- Alexandre Moreno (1969-)
- Wagner Moura (1976-)

## N
- Matheus Nachtergaele (1969-)
- Marco Nanini (1948-)
- Raquel Nunes

## O
- Oscarito (1906-1970)
- Paolla Oliveira (1982)
- Grande Otelo (1915-1993)

## P
- Floriano Peixoto (1959-)
- Marilia Pera (1943-2015)
- Silvia Pfeifer (1958-)
- Paulo Porto (1917-1999)

## Q
- Luciano Quirino (1968-)

## R
- Andrea Barata Ribeiro
- Alexandre Rodrigues (1983-)
- Karin Rodrigues (1936-)
- Nathália Rodrigues (1980-)
- Roberta Rodrigues (1982-)
- Lena Roque (1967-)

## S
- Rodrigo Santoro (1975-)
- Isabel Scici
- Marcelo Serrado (1967-)
- Douglas Silva (1988-)

## T
- Fernanda Torres (1965-)
- Fernando Torres (1927-2008)

## W
- José Wilker (1945-)

## X
- Xuxa (1963-)